# Jovem Pan FM Natal
Jovem Pan FM Natal, ou simplesmente Jovem Pan Natal, é uma emissora de rádio concessionada em São Gonçalo do Amarante, com sede em Natal, ambas cidades do estado do Rio Grande do Norte. Operante em FM 99,5 MHz, 3 pertence ao Grupo Dial Natal, sendo a afiliada a rede Jovem Pan FM, a rádio surgiu com o nome Minha Nova FM. Na época em que se chamava Minha Nova FM, a rádio já tocava hits nacionais e internacionais voltados para o público de 15 à 25 anos. Em 28 de setembro de 2011, a Minha Nova FM começou a transmitir o sinal da rádio Jovem Pan FM, passando a ser a 1ª afiliada à rede no Rio Grande do Norte.
Além das transmissões por rádio e pelo site, a Jovem Pan Natal conta com um aplicativo na Apple Store e no Google Play, o Dial Natal, onde pode ser ouvida a transmissão de todas as emissoras do grupo Dial Natal (Jovem Pan e 98 FM Natal).
Em 18 de fevereiro de 2013, estreou uma programação voltada ao ouvinte e ao mercado local indo ao ar das 7h30 as 10h seguindo o padrão estabelecido pela rede com ações promocionais (inclusive em shows e baladas), participação dos ouvintes no telefone, site e nas redes sociais além de sorteios de brindes exclusivos.
Em 26 de março de 2025, a rádio deixa a frequência 89,9 MHz e passa transmitir em 99,5 MHz.